# Geografia wojenna
Geografia wojenna – dział nauki wojennej badający czynniki polityczne, wojskowe, gospodarcze i fizycznogeograficzne poszczególnych krajów, teatrów wojny i teatrów działań wojennych oraz różnych rejonów z punktu widzenia wpływu tych czynników na planowanie, przygotowanie i prowadzenie działań wojennych. W ramach geografii wojennej występuje – jako samodzielna dyscyplina naukowa – morska geografia wojenna.